# ハイドロフォン

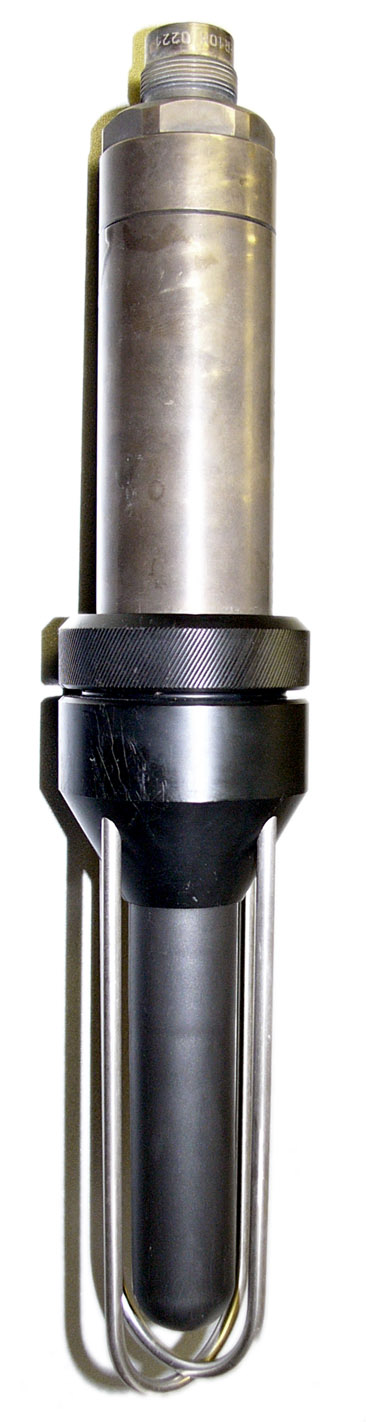
ハイドロフォン

ハイドロフォン (英語: hydrophone、古代ギリシア語: ὕδωρ = 水、φωνή = 音)  は水中の音を聴くもしくは記録するために水中で使用されるマイクロフォン。ほとんどのものは圧力変化にさらされた際に電気を発生する圧電型トランスデューサを基にして作られている。音は圧力波であるため、このような圧電材料・トランスデューサは音響信号を電気信号に変換することができる。プロジェクタとして機能するトランスデューサもあるが、全てのものがこの機能を備えているわけではなく、そのような方法で使うと一部が壊れてしまうおそれがある。
ハイドロフォンは空気中の音も「聴く」ことができるが、空気より密度の高い流体である水に対して良い音響インピーダンスを持つように設計されているので、感度は良くない。マイクロフォンを地面に埋めたり、防水容器に入れて水に浸したりしたとき、音響インピーダンスの整合が悪く、性能が低下するのと同じことである。

## 歴史

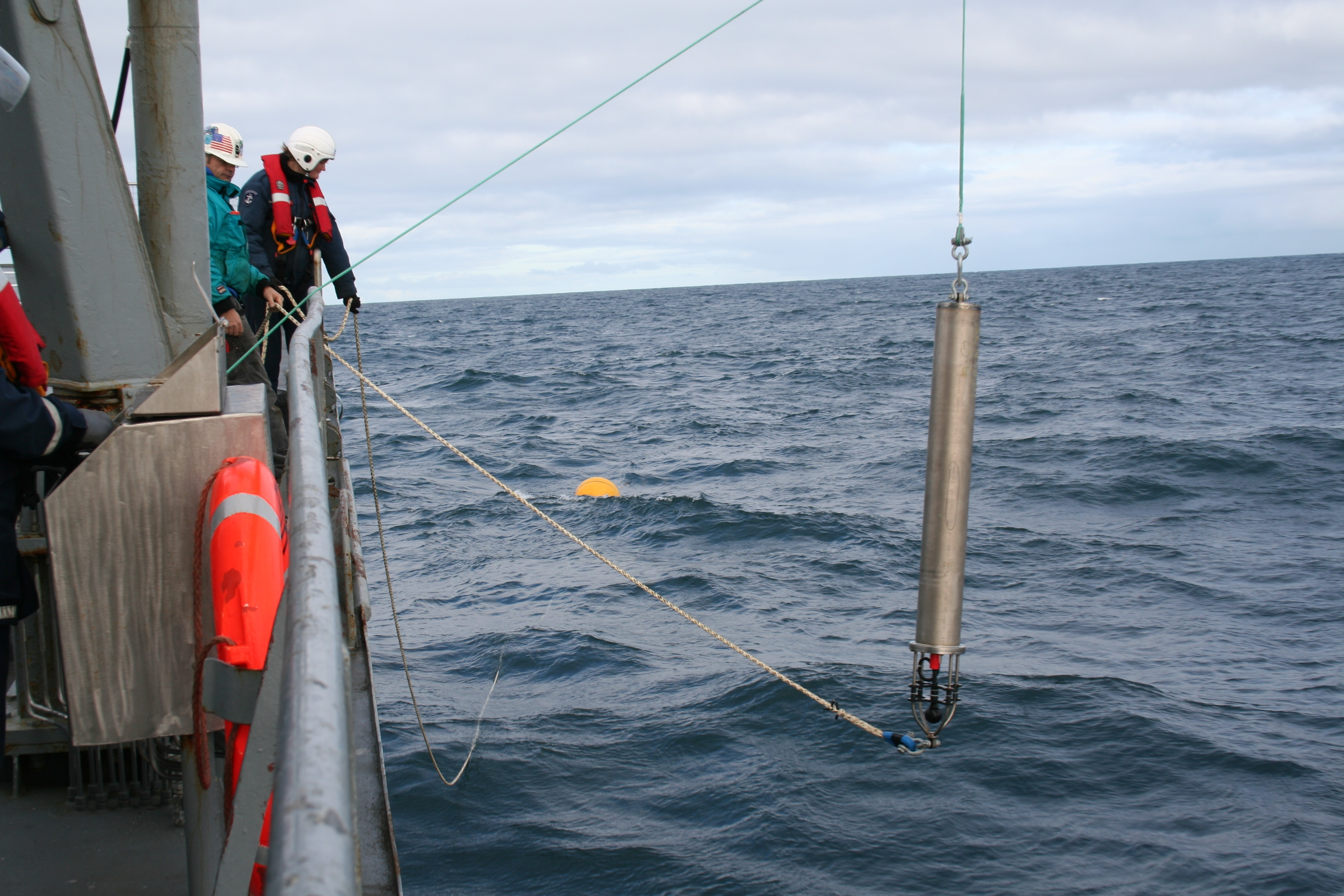
北大西洋に下ろされるハイドロフォン

最初期に広く使用されたのはフェッセンデン発振器である。これは電気力学的に駆動される固定端円板トランスデューサである (実際には発振器ではない)。500, 1000Hzで動作し、のちに3000Hzでも動作するものが出た。もともとはソナーとしてではなく、水中の電信用として販売されたが、後に大きな成功を収めた。この発明者であるカナダ人レジナルド・フェッセンデンには、1929年に船長の組織であるアメリカ安全博物館から?Scientific American Magazine Gold Medal of Safety が授与されている。第二次世界大戦中でも使っているところがあった。
イギリスのアーネスト・ラザフォードは圧電素子を用いたハイドロフォンの先駆的研究を行った。彼が唯一持っていた特許はハイドロフォン装置のためのものである。圧電材料の音響インピーダンスは、水中トランスデューサとして使うのを容易にした。圧電式ハイドロフォンは、第一次世界大戦の後半にUボートを見つけ出すための護送護衛船により使用され、潜水艦の有効性に大きな影響を与えた。
第一次世界大戦の後半からアクティブソナーが導入されるまで、ハイドロフォンは潜水艦が潜水中に目標を検出する唯一の方法であり、今日でも有用な方法である。

## 指向性ハイドロフォン
小型の単一円筒形セラミックトランスデューサは、ほぼ完全な全指向性受信を達成することができる。指向性ハイドロフォンは、2つの基本的な技術を用いて一方向からの感度を高くできる。

### 集束トランスデューサ
このデバイスは、反射望遠鏡と同じ方法で皿型もしくは円錐型の音響反射板を備えた単一のトランスデューサ素子を使用する。このタイプのハイドロフォンは、低コストの全方向性のタイプから作ることができるが反射器が水中での動きを妨げるため、静止させたまま使用する必要がある。指向性を持たせる新たな方法は、ハイドロフォンの周りに球体を使用するものである。指向性球体の利点は、ハイドロフォンが水中で動くことができ、円錐形の素子により生成される干渉を取り除くことができることである。

### 配置
複数のハイドロフォンを整列して配置することにより、望む方向からの信号を加算し他の方向からの信号を減算することができる。ビームフォーマを使用し配置を操作することができる。最も一般的には、ハイドロフォンは「ライン配列」されているが、2次元もしくは3次元の配置にすることもできる。
海底ケーブルで接続されたSOSUSハイドロフォンは、1950年代初めからアメリカ海軍により、冷戦期のソ連の潜水艦がGIUKギャップとして知られるグリーンランド、アイスランド、イギリスのラインに沿って動くのを追跡するのに使われた。これらは、説明できない多くの海の音を含む極低周波の可聴下音を、はっきりと録音することができる。

## さらに見る
- 潜水艦の情報伝達（英語版）
- 水中音響学（英語版）
- ソナー
- 反射地震学（英語版）